# Moa Silén
Moa My Felicia Silén, född 10 november 1979 i Sollentuna, är en svensk skådespelare. Hon växte upp på Södermalm i Stockholm och utbildades vid Teaterhögskolan i Stockholm 2005-2009.

## Biografi
Silén filmdebuterade 2009 i huvudrollen som Erika i långfilmen Prinsessa av Teresa Fabik som hade biopremiär i Sverige i september 2009. 

## Filmografi
- 2009 - Prinsessa
- 2010–2013 - Den fördömde (TV)
- 2011 - Stockholm - Båstad (TV)
- 2013 - Orion
- 2012 - De fem legenderna (röst)
- 2014 -  Min så kallade pappa
- 2017 – Bonusfamiljen (TV-serie)

## Teater

### Roller (ej komplett)
| År   | Roll       | Produktion                                                              | Regi                                    | Teater                           |
| ---- | ---------- | ----------------------------------------------------------------------- | --------------------------------------- | -------------------------------- |
| 2014 |            | Två herrars tjänare (Il servitore di due padroni) Carlo Goldoni         | Dritëro Kasapi                          | Uppsala stadsteater              |
| 2014 |            | Morbror Vanja (Дядя Ваня, Djadja Vanja) Anton Tjechov                   | Yana Ross                               | Uppsala stadsteater              |
| 2014 |            | Robin Hoods hjärta (The Heart of Robin Hood) David Farr                 | Gisli Örn Gardarsson Selma Björnsdottir | Uppsala stadsteater              |
| 2015 |            | Partiledaren som klev in i kylan Daniel Suhonen                         | Dennis Sandin                           | Uppsala Stadsteater              |
| 2016 |            | Den goda människan i Sezuan (Der gute Mensch von Sezuan) Bertolt Brecht | Sunil Munshi                            | Uppsala stadsteater              |
| 2017 | Anna Svärd | Löwensköldska ringen Selma Lagerlöf                                     | Anna Azcárate                           | Uppsala stadsteater              |
| 2019 |            | Kul med en kvinna! Alma Kirlic                                          | Karin Enberg                            | Uppsala stadsteater              |
| 2020 |            | Årets svensk Gertrud Larsson                                            | Michaela Granberg                       | Uppsala stadsteater              |
| 2021 |            | Rann heter egentligen något annat Staffan Göthe                         | Carolina Frände                         | Uppsala stadsteater              |
| 2022 |            | Väninnan Eva Franchell                                                  | Dennis Sandin                           | Riksteatern/ Uppsala stadsteater |
| 2024 |            | Rosens namn (Il nome della rosa) Umberto Eco                            | Carolina Frände                         | Uppsala stadsteater              |